# Graziella Sciutti
Graziella Sciutti (17 de abril de 1927 – 9 de abril de 2001) fue un cantante de ópera de nacionalidad italiana. Con voz de soprano, al final de su trayectoria se dedicó a la enseñanza y a la producción operística.

## Biografía
Nacida en Turín, Italia, su padre era organista, y su madre era de origen francés. Cursó estudios privados con Ginevra Marinuzzi, formándose más adelante en Roma en la Academia Nacional de Santa Cecilia bajo la dirección de Rachele Margliano-Mori, con la intención de dedicarse a los conciertos. A partir de 1948 participó en emisiones radiofónicas italianas, la primera de ellas de la obra La oca del Cairo.
El debut en concierto de Sciutti tuvo lugar en 1949 en Venecia, interpretando canciones italianas del siglo XVIII. Su primera actuación teatral llegó en el Festival de Aix-en-Provence en 1951 con el papel de Elisetta en El matrimonio secreto y el de una mujer en The Telephone, or L'Amour à trois, convenciéndose de que ella "era una persona que podía hacer ópera". Así, fue Rosina en la ópera de Rossini El barbero de Sevilla en 1954. Más adelante actuó en Londres en la Royal Opera House, en el Covent Garden (debut en 1956 como Oscar en Un baile de máscaras), cantando también en Salzburgo, Viena y San Francisco. 
Conocida como "La Callas de la Piccola Scala" Sciutti tuvo renombre como intérprete de personajes de Wolfgang Amadeus Mozart como Susanna, Despina y, más especialmente, Zerlina en la grabación efectuada en 1959 de Don Giovanni, con la Orquesta Philharmonia bajo la dirección de Carlo Maria Giulini. Además, en 1954 cantó el papel del título en la obra de Henri Sauguet Les caprices de Marianne.
Aunque algunos consideraban su voz como demasiado tenue, la cantante fue muy solicitada gracias a su técnica vocal y a su habilidad como actriz. Tenía una gran facilidad para proyectar la inocencia, descarada alegría y coquetería de los personajes escritos para su tipo de voz.
En sus últimos años se dedicó a la enseñanza y a la producción operística. Fue productora de la representación de la pieza de Francis Poulenc La voz humana, llevada a escena en el Festival de Glyndebourne en 1977, así como de la ópera de Gaetano Donizetti El elixir de amor, que se representó en la Royal Opera House y en San Francisco. Así mismo, produjo en 1985 la pieza de Mozart La flauta mágica, escenificada en Coblenza. Enseñó en Londres, en el Royal College of Music, siendo una de sus alumnas Anna Maria Panzarella.
Graziella Sciutti falleció en Ginebra, Suiza, en el año 2001.

## Repertorio
| Papel                 | Título                            | Autor                       |
| --------------------- | --------------------------------- | --------------------------- |
| Frasquita             | Carmen                            | Georges Bizet               |
| Marzelline            | Fidelio                           | Ludwig van Beethoven        |
| Narcisa               | Clementina                        | Luigi Boccherini            |
| Glauce                | Medea                             | Luigi Cherubini             |
| Lauretta              | Giannina e Bernardone             | Domenico Cimarosa           |
| Eugenia               | Il marito disperato               | Domenico Cimarosa           |
| Carolina              | El matrimonio secreto             | Domenico Cimarosa           |
| Bellina               | Le astuzie femminili              | Domenico Cimarosa           |
| Una voce              | Volo di notte                     | Luigi Dallapiccola          |
| Yniold                | Peleas y Melisande                | Claude Debussy              |
| Adina                 | El elixir de amor                 | Gaetano Donizetti           |
| Rita                  | Rita                              | Gaetano Donizetti           |
| Norina                | Don Pasquale                      | Gaetano Donizetti           |
| Amore                 | Orfeo y Eurídice                  | Christoph Willibald Gluck   |
| Angelica              | Orlando                           | Georg Friedrich Händel      |
| Ginevra               | Ariodante                         | Georg Friedrich Händel      |
| Morgana               | Alcina                            | Georg Friedrich Händel      |
| Monica                | La médium                         | Gian Carlo Menotti          |
| Lucy                  | The Telephone, or L'Amour à trois | Gian Carlo Menotti          |
| Barbarina Susanna     | Las bodas de Fígaro               | Wolfgang Amadeus Mozart     |
| Zerlina               | Don Giovanni                      | Wolfgang Amadeus Mozart     |
| Despina               | Così fan tutte                    | Wolfgang Amadeus Mozart     |
| Papagena              | La flauta mágica                  | Wolfgang Amadeus Mozart     |
| Rosina                | El barbero de Sevilla             | Giovanni Paisiello          |
| Rachelina             | La molinara                       | Giovanni Paisiello          |
| Livietta              | Livietta e Tracollo               | Giovanni Battista Pergolesi |
| Lauretta              | Il maestro di musica              | Giovanni Battista Pergolesi |
| Lisette               | La rondine                        | Giacomo Puccini             |
| Belinda               | Dido y Eneas                      | Henry Purcell               |
| Annetta               | Crispino e la comare              | Federico Ricci Luigi Ricci  |
| Giulia                | La escala de seda                 | Gioachino Rossini           |
| Elvira                | La italiana en Argel              | Gioachino Rossini           |
| Fiorilla              | El turco en Italia                | Gioachino Rossini           |
| Rosina                | El barbero de Sevilla             | Gioachino Rossini           |
| Jemmy                 | Guillermo Tell                    | Gioachino Rossini           |
| Lucia                 | I due timidi                      | Nino Rota                   |
| Ines                  | Il trovatore                      | Giuseppe Verdi              |
| Oscar                 | Un baile de máscaras              | Giuseppe Verdi              |
| Tebaldo Voz del cielo | Don Carlos                        | Giuseppe Verdi              |
| Nannetta              | Falstaff                          | Giuseppe Verdi              |

## Discografía
| Año  | Título Papel                   | Reparto                                               | Director                    | Sello          |
| ---- | ------------------------------ | ----------------------------------------------------- | --------------------------- | -------------- |
| 1954 | La italiana en Argel Elvira    | Giulietta Simionato, Cesare Valletti, Mario Petri     | Carlo Maria Giulini         | EMI            |
| 1955 | Così fan tutte Despina         | Teresa Stich-Randall, Walter Berry, Ira Malaniuk      | Rudolf Moralt               | Philips        |
|      | Don Giovanni Zerlina           | George London, Eberhard Wächter, Sena Jurinac         | Rudolf Moralt               | Philips        |
|      | Las bodas de Fígaro Susanna    | Sesto Bruscantini, Franco Calabrese, Sena Jurinac     | Vittorio Gui                | EMI            |
| 1956 | El matrimonio secreto Carolina | Eugenia Ratti, Ebe Stignani, Luigi Alva               | Nino Sanzogno               | EMI            |
| 1959 | Don Giovanni Zerlina           | Eberhard Wächter, Joan Sutherland, Giuseppe Taddei    | Carlo Maria Giulini         | EMI            |
|      | Rita                           | Marcello Cortis, Danilo Cestari                       | René Leibowitz              | Cetra          |
| 1960 | El barbero de Sevilla Rosina   | Nicola Monti, Renato Capecchi, Rolando Panerai        | Renato Fasano               | Palladio       |
| 1962 | Alcina Morgana                 | Joan Sutherland, Teresa Berganza, Mirella Freni       | Richard Bonynge             | Decca          |
|      | La escala de seda Giulia       | Margherita Rinaldi, Fernando Jacopucci, Boris Carmeli | Franco Ferrara              | RCA Italiana   |
| 1964 | Don Pasquale Norina            | Fernando Corena, Juan Oncina, Tom Krause              | István Kertész              | Decca          |
|      | Fidelio Marzelline             | Birgit Nilsson, Tom Krause, James McCracken           | Lorin Maazel                | Decca          |
| 1966 | Falstaff Nannetta              | Dietrich Fischer-Dieskau, Ilva Ligabue, Juan Oncina   | Leonard Bernstein           | Sony Classical |
|      | La rondine Lisette             | Anna Moffo, Daniele Barioni, Mario Sereni             | Francesco Molinari Pradelli | RCA            |
| 1970 | Orlando Angelica               | Sofia Steffan, Bernadette Greevy, Carole Bogard       | Stephen Simon               | RCA            |
| 1971 | Ariodante Ginevra              | Sofia Steffan, Carole Bogard, Bernadette Greevy       | Stephen Simon               | RCA            |